# Institut national de l’origine et de la qualité
Das Institut national de l’origine et de la qualité (INAO) (deutsch: Nationalinstitut für Herkunft und Qualität) ist eine staatliche Institution in Frankreich, die Aufsicht über im Mutterland produzierte Lebensmittel hält. Sie untersteht dem Landwirtschaftsministerium. Dazu wurden Standards entwickelt, die dem Verbraucher durch entsprechende Kennzeichnung die Herkunft und Qualität garantieren. In diese Qualitätssicherung werden Wein, Käse, Fleisch und Gemüse einbezogen.

## Geschichte

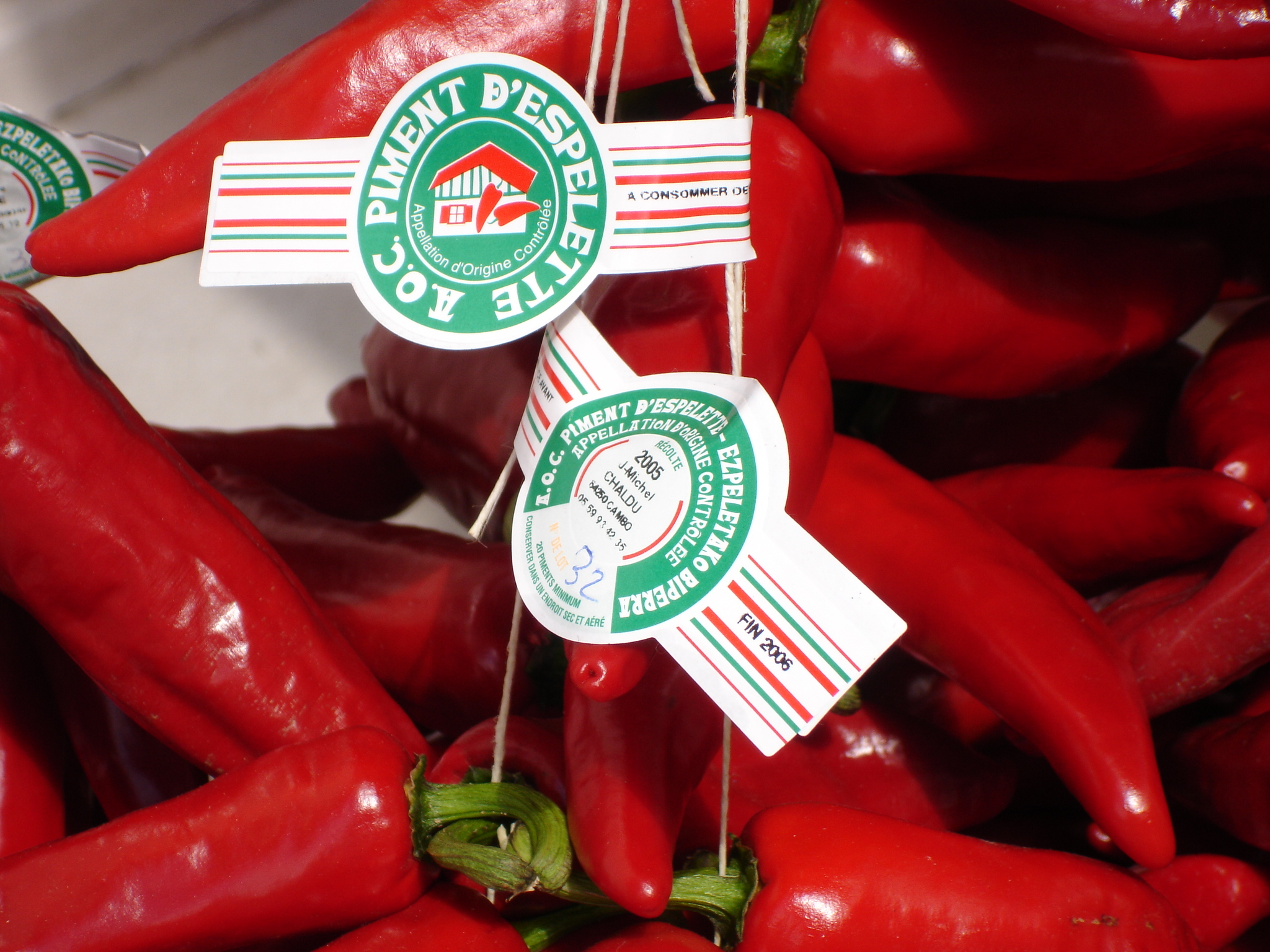
AOC-klassifizierte baskische Pfefferschoten

Ein Gesetz vom 1. August 1905 legte für bestimmte landwirtschaftliche Erzeugnisse Qualitätsstandards fest. Ein weiteres Gesetz vom 6. Mai 1919 legte Strafmaßnahmen für die Nichtbefolgung dieser Vorschriften fest. Besonders in der Weinproduktion wurden immer wieder Vergehen festgestellt, die dann jahrelange Prozesse nach sich zogen. Die anfänglich lose organisierte Kommission wurde per Dekret vom 30. Juli 1935 zur INAO, also einem staatlichen Institut, zusammengefasst, um alle Verwaltungs-, Justiz- und Finanzaufgaben zentral steuern zu können. Dieses Datum gilt heute als Gründungsdatum der INAO. Ein Jahr später wurden die ersten Appellation d’Origine Contrôlée (AOC)-Gesetze erlassen, die vor allem die Grenzen der klassifizierten Regionen sowie die Ertragsmengenbegrenzungen festlegten und die von der INAO ausgearbeitet worden waren. Bis Ende des Jahres 1937 hatten alle wichtigen Weinbauregionen Frankreichs ihre eigenen AOC-Vorschriften.
1957 wurde mit dem Bressehuhn zum ersten Mal ein Tier unter AOC-Schutz gestellt.

## Andere Aufgaben
Um eine effektive Qualitätsverbesserung zu erzielen, hat das INAO sich auch mit der optimalen Verprobung von Weinen beschäftigt. Dazu wurden Anfang der 1970er Jahre die sogenannten I.N.A.O.-Weingläser entwickelt, die durch ihre besondere Formgebung eine möglichst effektive sensorische Degustation ermöglichen sollten. Diese Gläser wurden 1977 in einer durchsichtigen und einer undurchsichtigen Variante für Blindverkostungen in der internationalen Norm ISO 3591 genormt, die ab 1981 als DIN 10960 auch in Deutschland galt. Seit 2000 ist in der deutschen Norm jedoch eine andere, in Deutschland entwickelte, bei gleicher Füllmenge vor allem im Gesamtvolumen und damit im sogenannten Kopfraum größere Glasform festgelegt.
Zahlreiche weitere Veranstaltungen wie beispielsweise die SISQA, Semaine Internationale Sécurité & Qualité Alimentaires runden die Öffentlichkeitsarbeit des Institutes ab.